# Villette (Saboia)
Aime é uma comuna francesa na região administrativa de Auvérnia-Ródano-Alpes, no departamento de Saboia.